# 球道くん
『球道くん』（きゅうどうくん）は、水島新司の野球漫画。『マンガくん』および『少年ビッグコミック』にて1977年から1981年まで連載された。

## 概要
『男どアホウ甲子園』『一球さん』に続く、『週刊少年サンデー』系列での水島新司作品で、『マンガくん』創刊号から看板作品として連載された。
実父・育ての親ともにプロ野球選手という野球少年・中西球道の成長とその活躍を、北海道、小倉、浦安を舞台に、プロ野球世界を生き抜く厳しさ、つらさなども織り交ぜつつ描く。
主人公である中西球道が率いる青田高校は後に水島新司作品の主役達が勢揃いした『大甲子園』において、準決勝でドカベン率いる明訓高校と名勝負を繰り広げ、再試合を含む2試合を戦い、漫画史に残る戦いを繰り広げた。

## 登場人物

### 球道とその親族
中西球道（なかにし きゅうどう）
- 小倉サハール小 - 玄海小 - 浦安三中 - 青田高校

主人公。投手。名前の由来は「球けがれなく道けわし」。
山本一利（やまもと かずとし）
球道の実父。プロ野球・南海ホークスにドラフト6位で捕手として入団。背番号91。
打撃センスがあり才能ある選手だったが、酒好きと不摂生がたたり、体を痛める。妻の加奈が失踪してからは球道のためにと一念発起して摂生するようにするが、長年痛め続けていた体は元に戻らず、ロッカールームで吐血しながらも病気をひた隠してプレーを続ける。失踪した妻の加奈がいるとの噂を頼りに北海道を訪れるが、その地で命を落とす。
山本加奈（やまもと かな）
球道の実母。息子を球道と名付ける。球道出産時に難聴でノイローゼとなり、出産1年後に失踪。その後、北海道を訪問していた17歳の球道と再会。その後、選抜が開催されている甲子園球場で大介夫妻と対面し、「両親はあなたたちです。自分は中西球道君の恋人よ」と言う。
中西大介（なかにし だいすけ）
- 東日パルプ北海道 - 小倉イーグルス - 日本ハムファイターズ

球道の養父。外野手。チャンスに強く、主に代打の切り札的使い方をされることが多い。
ノンプロ・東日パルプ時代に球道と出会い、愛子と結婚。この直後、全国社会人野球に出場。王貞治似の謎の男から球道が教わった「一本足打法」を真似て一気に才能が開花。このとき冨島松五郎監督が惚れこみ、この年のドラフトでプロ野球・小倉イーグルスに入団（背番号10）。2年目は4番レフトに定着、本塁打28本、3年目も25本と活躍。
その後、冨島監督解雇に伴い、鬼頭投手（フルネームは不詳）とのトレードで大沢啓二監督率いる日本ハムファイターズに移籍（背番号0）。主にDHで起用され、3割打者となっている。
『大甲子園』では、息子VS母校と言う関係からチームメイトの土井垣将と論争を広げる一幕もある。
中西愛子（なかにし あいこ）
中西大介の妻。球道より19歳年上。左利き。学生時代はソフトボールの選手。球道の実父である山本一利が入院していた、北海道・白高町立病院の看護師だった。球道を心底かわいがり、その父である山本の介護に全力を尽くすが、その甲斐なく山本は亡くなる。その後、球道を連れ子にする条件で大介と結婚。
気性が荒い大介、球道に囲まれながらも、中西野球一家の大黒柱として活躍する。その一方、球道の実母が生きていて、いつ名乗り出られるかと怯えている一面もあった。
中西球司郎（なかにし きゅうじろう）
中西大介、愛子の実子。球道より3歳年下。大介、球道の影響で野球自体は好きだが、どちらかというと見るほうが好きなタイプ。勉強はよくできる。
浦安正和中で体力づくりのために野球部に入部した際は、やはり血筋だと大介、球道は喜んだが、父親と兄が有名過ぎるため、イジメに遭ったこともある。しかしその後の描写から、野球部からは一個人として受け入れられていたことがわかる。

### 青田高校

#### 監督
大下茂蔵（おおした しげぞう）
野球部監督。常に学生帽を被っている。15年前、青田の捕手として千葉県大会の決勝まで勝ち進んだものの惜敗し、それ以来監督を務めている。
普段は船宿「シゲ」を経営し、船に乗って釣りの案内役兼操舵手もやっている。ただし、船宿は基本的に妹が切り盛りしている。
本来は大酒飲みだが、甲子園出場を果たすまでは酒を断つと決めている。それを球道が知り、心意気に惚れこんだ球道がすでに合格していた千葉桜ヶ丘高校をけって入学してきた。酒を断つ時間があまりにも長かったためオレンジジュースでも酔えるようになるが、甲子園出場を決定した際には、酒を飲むどころか酒風呂に入った。
鬼仏（おにぼとけ）
妹が倒れたため監督を休養することとなった大下に代わって、臨時監督となった。本来はアイスホッケーの指導者である。
鬼仏の名の通り、普段はとても低姿勢で、チンピラに絡まれて平謝りするようなキャラだが、グラウンドに入ると一変。4時間延々とランニングを命じたりとスパルタ指導を行う。ちなみに、グラウンドではサングラス、日常生活では丸めがねである。
その指導法に最初は反発していた青田ナインも、徐々に鬼仏との絆が強まり、最後は惜しまれつつアイスホッケーの世界へ戻る。

#### 球道の同級生
大池英治（おおいけ えいじ）
北海道時代からの球道の幼馴染み。愛称は「えーじ」。でかハナがトレードマーク。語尾に「じゃん」を付けるのが癖。右投右打。捕手。
球道が父親のプロ入団で引越したため、離れ離れとなる。このことがきっかけで荒れて町一番のワルになり、町を追い出された経歴がある。
その後鑑別所に送られたが、村山先生（高校時代、大下監督とバッテリーを組んでいた）の保護観察の顔見せの途中、たまたま成長した球道を見つけ野球の世界にもどってくる。
球道と再会の直前、お金を落とした少女を助けるため、刑事の財布を盗み、その刑事に追われる。素顔をさらすわけにはいかなくなった大池は、顔を包帯でグルグル巻きにして球道の前にあらわれ、しばらくは「透明」という登録名で青田高校の試合に出場。その後に試合で、グロッキー状態となった球道を元気付けるため、意を決して試合中に包帯を取って正体を明かす。その覚悟に打たれた刑事は逮捕を諦める。このブランクで野球から遠ざかった時期もあり、学年は球道と同じだが年上である。
球道の剛球を巧みにとるキャッチングのほか、巧打者でもあり、チャンスを作るのがうまい面もある。また短気な球道のコントロールも上手い。『大甲子園』においても、岩田鉄五郎から「剛球投手の球を受ける捕手はボケが多いが、こいつ（英治）はキレ者だ」と言わしめた。
『ドカベン ドリームトーナメント編』で登録名「えーじ」で京都ウォーリアーズに入団。
才蔵旭（さいぞう あきら）
仁侠映画のキャラクターのような風貌。右投右打。右翼手、一塁手、三塁手。
鑑別所から「村山先生の紹介」としてシゲ監督の家に居候をすることになる。村山は本当は大池を紹介したのだが、何故か人違いで才蔵が居候してしまった。
当初は野球センスはほぼゼロだったが、持ち前の根性と陰の努力で才能を開花させる。
透明人間（えーじ）が出てくるまで、球道のキャッチャーを務めあげた。
球道のことを兄貴分として敬っていたが、『大甲子園』では同格扱いになった。それどころか、地区予選決勝のクリーンハイスクール戦で乱闘を起こしかけた球道に実父の形見である「球けがれなく道けわし」のボールを渡し「投げてみろ（相手にぶつけるのなら）、この親不孝者!」と一喝し、英治と共に球道のストッパーになるまでに成長している。
『ドカベン ドリームトーナメント編』で京都ウォーリアーズに入団。
空草一平（からくさ いっぺい）
三塁手、遊撃手。右投右打。ツルツルに磨き上げた頭がトレードマーク。
下位打線を打つことが多いが、1年生の夏の甲子園では、どんたくの剣に対して1球ごとに打席を変えてフォアボールを取るなど、クセ者的な存在でもある。その場面で才蔵は、「ガラはこまいが器はでかいぜ空草は」と感心している。
『大甲子園』においては金属バットを使用した山田太郎に被本塁打を喫した球道に対し「打者には球を遠くに飛ばせる道具があるが、投手には球を速くする道具はない。球道の負けとは言い切れない」としてプライドを保たせる助言も行っていた。
水田幸一（みずた こういち）
一塁手、右翼手。足に水虫があるらしい。
花水（はなみず）
右翼手。その名のとおり、常に鼻水を垂らしている。球道の1年の夏の甲子園以降は出番がほとんどない。
片平晋太（かたひら しんた）
左翼手。片方の目だけに眼鏡をしている。花水と同様、1年の夏の甲子園以降は出番がない。名前はプロ野球選手の片平晋作に由来していると思われる。
飛魚長介（とびうお ちょうすけ）
左翼手、一塁手。球道の1年夏の甲子園終了後、部員が足りなくなったため、陸上部から転部。
トップスプリンターだったが、ベースランニングのタイムで才蔵にコンマ1秒及ばず野球部に入る。もちろん、足の速さは飛魚に軍配が上がるが、陸上の癖でベースを大回りし過ぎてしまってタイムロスをした。才蔵を上回る長身だったが、『大甲子園』ではかなり小柄になっていた。
座間（ざま）
二塁手、遊撃手、外野手。球道の1年夏の甲子園終了後、部員が足りなくなったため、サッカー部から転部。
空草に1対1のPK戦で敗れたために野球部入りを余儀なくされる。
勝又（かつまた）
二塁手、遊撃手。実家は居酒屋。球道の1年夏の甲子園終了後、部員が足りなくなった野球部に入部。
モジャモジャ頭で秀才のような風貌だが、「勝又」が「また勝つ」に通じて縁起が良いという単純な理由で大下に勧誘される。
雨宮の嫌がらせがエスカレートした際、「耐えること。それができないなら甲子園に行く資格なんてない」と言い、父親と常連客を感心させる。
葵兵吉（あおい へいきち）
一見女に見えるような美男子。球道の1年夏の甲子園終了後、部員が足りなくなった野球部に華道部から転部。
スポーツ経験はないが、逃げ足の速さを球道に見込まれてしつこく勧誘される。本人は乗り気ではなかったが、球道の作った荒唐無稽な生け花から何かを感じ取り、野球部に入部する。
しかし、練習中にフェンスに激突して足を骨折し、結局試合に出場することはなかった。
近松（ちかまつ）
右翼手。度の強い眼鏡をかけている。『大甲子園』で初登場。

#### 球道の先輩・後輩
藤村（ふじむら）
球道の2年先輩。球道の1年時のキャプテン。遊撃手。
林（はやし）
球道の先輩。二塁手。大池が登場してからは花水が二塁手になったため、出番がなくなった。
熊谷（くまがや）
球道の先輩。外野手。
青空晴太（あおぞら はれた）
球道の1年先輩。学生帽のような帽子を被っている。1番・三塁手。右投右打。
3年生が引退し、部員が足りなくなった野球部に途中から入部してくる。
恐ろしい野球センスの持ち主で、入部直後に大下監督の1000本ノックに耐えて部員を驚かせる。入部直後から、地元の新聞に「青田にニューヒーロー登場！」と大々的に報道される。
野球部につきまとう雨宮をかばう行動が多く、入部直後は野球部員から疑惑の目を向けられることが多かったが、その後誤解が解ける。
自身最後の夏の大会では、県大会1回戦で伏兵の船橋ヘルス高校に敗れ、公式戦における青空の活躍は殆どみることができなかった。
同姓同名のキャラクターが『新・野球狂の詩』で遊撃手として登場している。
横田岩男（よこた いわお）
球道の1年後輩。当初は右翼手、春の甲子園では中堅手。通称「ヨコ」。
太った体形のため、相撲部から熱烈な勧誘を受けるが、球道を慕って野球部に入部。
当初は野球センスが見られず、球道からも「相撲部に行け」と言われるが、太る前は野球がうまかったこと、本人が絶食しながら野球部の練習をするという死にもの狂いでダイエットに励んでいることなどを知った球道は、逆に感激し、以後野球部の一員となる。
打順は下位だが『大甲子園』では5番・中堅手になっている。

#### その他
青田（あおた）
青田高校校長。かなりの貧乏性。
教頭
青田高校教頭。本名不明。甲子園に出場した際には、部長として野球部に同行した。
雨宮進介（あまみや しんすけ）
青田高校の生徒。親の七光りでもてはやされる球道を憎み、何かと野球部に嫌がらせを行う。
本来は比較的裕福な家庭の子であり青空晴太とも友人同士だったが、自分がその家の実子でなかったことを知ってから荒れ出し、先に述べた理由からか野球部に嫌がらせをするようになる。
最終的に、雨宮の素行に耐えかねた球道と決闘することになり、これによって青田は出場辞退に追い込まれる。
その後は改心したのか、グラウンドを走らされる横田に、「お前だけ走らせてひどいよな」と声をかけるなどしている。

### ライバル達

#### 千葉県内の高校
渡（わたり）：（千葉桜ヶ丘高校）
千葉桜ヶ丘の捕手で4番打者。通称「桜獅子」。その後桜ヶ丘の監督に就任。
入学前の野球部入部予定者が参加する練習で、球道と対戦し、三球三振をとられた。
球道をして、「あいつは将来プロで4番を打つ！」と言わしめている。
プライドが高い性格だったが、球道を倒すために心を入れ替え、それまで嫌っていたミッキーマウス（両耳をガードする作りになっているヘルメット）を着用し、プライドを捨ててバットを短く持って球道からライトにホームランを打つなど、野球への情熱が伝わってくる選手である。
青田と船橋ヘルス戦を観戦に訪れた際、「野球部は我が校の恥だ」と捨て台詞を吐いて帰ろうとする船橋ヘルスの生徒に対して、「グラウンドで頑張ってる同級生を馬鹿にするなんて、男のすることじゃない」と戒めている。
球道らが2年生の秋の大会では春山の言動によると監督になっている。
山中（やまなか）：（千葉桜ヶ丘高校）
千葉桜ヶ丘の投手。球道とは同学年でありライバルでもある。
名門・桜ヶ丘で1年生からエースをつとめ、切れのある変化球を武器に甲子園にも出場する。
春山清司（はるやま せいじ）：（千葉桜ヶ丘高校）
千葉桜ヶ丘の二塁手。球道のマンションの隣の部屋に住んでおり、中学時代からの友人。
中学時代は野球部だったが、名門・桜ヶ丘の受験のために母親に猛勉強を強制される。だが、文武両道を目指して再び野球を始め、1年生からレギュラーを獲得する。
江本（えもと）：（犬吠商業高校）
千葉桜ヶ丘と並ぶ名門・犬吠商の主戦投手。
船橋ヘルス高校の選手たち
球道の2年夏の県大会で、1回戦で対戦する。チーム名は船橋ヘルスセンターのパロディ。
県下有数の強豪であるサッカー部に比べ、野球部は県大会出場さえ初めてという弱小。そのため、グラウンドも大半がサッカー部に占領され、限られたスペースでの練習を強いられる。狭い限られたスペースでバントだけを練習していたことにより、バントだけは上達。
雨の中行われた青田との試合では、信じられないラッキーに見舞われ、終盤まで2－0とリード。雨が強くなって試合が中断し、このままいけば自分たちがコールド勝ちになるにも関わらず、率先してグラウンドに飛び出して試合を再開させる。しかし、足元の悪い中での守備のため負傷する選手が出たのを見かねた青田サイドが試合続行を断念。大金星となる。その後の勝ち上がりなどについては全くの不明。
ちなみに、選手達の名前と容貌は、そのほとんどが「男どアホウ甲子園」の南波高校の選手のパロディである。(左翼手の藤川は藤村甲子園、捕手の岩城は岩風五郎、二塁手の山城は結城翼、三塁手の小熊は大熊牛吉、遊撃手の東竜は神島竜矢、右翼手の松下は松葉月夫、中堅手の広間は知覧太郎、一塁手の団は千曲ちあき、投手の大石は大山風太郎に容貌が似ている)
大俵大作（おおたわら だいさく）：（左倉高校）
左倉の4番打者。右翼手。通称「動くアルプス」。
久鬼（くき）：（雲の巣高校）
雲の巣のキャプテン。二塁を守るが、両投げのエース投手である。不気味な雰囲気を持つ。
球道の2年秋の県大会では、トリッキーな「雲の巣地獄」で青田を苦しめるが、結局球道にサヨナラヒットを打たれ、敗れる。

#### 博多どんたく高校
福岡県の高校。
大和田一男（おおわだ かずお）
- 玄海小 - … - 博多どんたく高校

福岡の小学校時代の球道の恋女房。実家は肉屋を経営している。大家族の長男でかつ父親が体を壊して入院しているという過酷な状況のため、大好きな野球をせずにもっぱら家の手伝いに従事していた。
時々空き地で壁当てをする一男を喧嘩のため野球部から追い出された球道が目撃し、そのキャッチングセンスに惚れこみ、毎日1球ずつのキャッチボールをするようになった。その後、球道と愛子が一男の家の手伝いをする代わりに野球をするようになった。
その後、どんたく高校に進んで球道の青田と高校1年の夏に甲子園で対戦。青田を破った勢いでその大会で優勝する。
山本又一郎（やまもと またいちろう）
- 玄海小 - … - 博多どんたく高校

通称「悪道」。球道の小学生時代の同級生。常に目がかくれるくらいに学生帽をかぶっている。
登場当初は、典型的な悪役キャラとして球道と対立するが、すぐにお互いを認め合う仲になり、野球部に入部した。
球道、球司郎と小倉イーグルスの応援に行くと、ほぼ毎回バケツを叩いて騒がしく応援している。
野球センスはないが、パワーだけはあり、酒森からホームランを打ったりもする。
その後はどんたく高校に進み、右翼手として大和田らと共に球道と対戦する。
山本姓だが、球道の実父・山本一利などと縁戚関係ではない。名前は山本又一朗に由来。
剣史郎（つるぎ しろう）
- 博多どんたく小 - … - 博多どんたく高校

博多どんたく小〜高校のエースピッチャー。左腕から繰り出す速球はコントロール、球威共になかなかのものがある。
球道とは高校時代に2度対戦し、1勝1敗（1年夏の1回戦と高校3年春の決勝戦）。
なお、初登場時は球道より学年がひとつ上だったが、いつのまにか同学年になっていた。
酒森圭一（さかもり けいいち）
- 鬼弁小 - … - 博多どんたく高校

愛称は「サッシー」。左投左打。剣と同じく、小学校編から登場するサウスポー。初期は極端に短足だったが、のちにその特徴は消えた。
自分の投球を「爆投」と自称し、キャッチャー土居垣との抜群の相性で球道を苦しめるが、最後はスローボールを球道にサヨナラヒットにされた。
激しやすい性格で、剣のいるどんたく小との試合では、アウトの判定に怒って審判を突き飛ばしたりもした。それが原因で非行に走りかけるが、球道や悪道の頑張りにより、再び野球に戻る。福岡選抜では一塁手となった。
その後は、どんたく高校の中堅手として再登場する。
愛称の「サッシー」も含め、名前は酒井圭一に由来。
土居垣吉武（どいがき よしたけ）
- 鬼弁小 - … - 博多どんたく高校

酒森のキャッチャーとして小学校編から登場。熱くなりやすい酒森を支える冷静なリードを見せる。鬼弁小学校のその他のメンバーは、有馬・桜花・菊花・中山など、競馬からの命名。
その後は、どんたく高校の三塁手として再登場する。名前は土井垣武に由来。

#### 南火大付属高校
熊本県の高校。南火大学は野球が強く、少年野球を援助している。南火大付属中も存在する。
的場満（まとば みつる）
- 南火大付属小 - … - 南火大付属高校

南火大付属小〜高校のエースピッチャー。九州のエースと評判が高く、小学時代から注目される選手だった。小学時代からフォークを投げることが出来る。
小学時代、熊本選抜のエースとして球道たちの福岡選抜と対戦。しかし、剣の負傷により急遽リリーフした球道に三振を奪われ、投手としても球道に打たれるなど散々だった。
高校時代には甲子園に出場して球道と再会するが、対戦する機会はなかった。

### その他
冨島松五郎（とみしま まつごろう）
プロ野球・小倉イーグルス監督。
社会人野球に出場していた大介に惚れこみ、独断でドラフト1位指名（3番クジ）。大介も冨島監督に恩義を感じ、チームの成績が悪く叩かれていたとしても、そのつどかばっていた。
選手起用が激しく、ワンポイント、代打の代打など一試合に登録メンバー全員を出場させることもざらにあるほど豪胆な監督である。
選手時代からイーグルス一筋25年の、生え抜き監督であるが、勝てないチーム事情から、高齢であることも理由に休養の形で退陣させられてしまう。名前は『無法松の一生』に由来。
イーグルスの選手名は、当時の読売ジャイアンツ選手名および、当時のセントラル・リーグの主力選手の名前のもじり。
立川結花（たてかわ ゆか）
- 南火大付属小 - 玄海小 - … - 博多どんたく高校

元は南火大付属小のマネージャーで、玄海小に転向してきた。球道に恋焦がれたのか、ビデオで球道ばかりを映していた。
博多どんたく高校のマネージャーとして球道と再会。『大甲子園』では原因不明の眼病にかかっており、その後治癒したかどうかは不明。

## エピソード
- 満田拓也の野球漫画『MAJOR』は、「主人公が剛球投手、エースで四番」「幼い頃の実父の死」「血のつながりのない養父母」「実父・養父ともにプロ野球選手」「福岡での幼少期」「主人公の永遠のライバルが捕手」「養父母の実子が野球をするも、有名野球選手である父や兄と比較されることで、苦悩する場面がある」など、本作と類似している点が非常に多い。これに関しては満田本人も認めている（週刊少年チャンピオン2007年34号、満田のコメントより）。本人によると、小さい頃から水島新司の漫画が大好きで、当時よく読んでいた『球道くん』の影響を受けたらしい。

- 高知商業高校の主戦投手として1980年の春の甲子園で優勝した中西清起には、「中西姓の甲子園優勝投手」という縁から「球道くん」の愛称が付けられた。